# Нидерурнен
Нидерурнен (нем. Niederurnen) — бывшая коммуна в Швейцарии, в кантоне Гларус.
1 января 2011 года вошла в состав коммуны Гларус-Норд.
Население составляет 3793 человека (на 31 декабря 2006 года). Официальный код — 1622.